# Brauerei Carl Betz
Vous pouvez aider à l'améliorer ou bien discuter des problèmes sur sa page de discussion.
- Il ne cite pas suffisamment ses sources. Vous pouvez indiquer les passages à sourcer avec {{référence nécessaire}} ou {{Référence souhaitée}}, et inclure les références utiles en les liant aux notes de bas de page. (Marqué depuis avril 2021)
- Il contient une ou plusieurs listes. Le texte gagnerait à être rédigé sous la forme d’un ou plusieurs paragraphes synthétiques, afin d’être plus agréable à lire. (Marqué depuis avril 2021)

- Archive Wikiwix
- Bing
- Cairn
- DuckDuckGo
- E. Universalis
- Gallica
- Google
- G. Books
- G. News
- G. Scholar
- Persée
- Qwant
- (zh) Baidu
- (ru) Yandex
- (wd) trouver des œuvres sur Wikidata

La Brauerei Carl Betz est une brasserie à Celle.

## Histoire
En 1893, le marchand Carl Betz, originaire de la Forêt-Noire, enregistre une entreprise pour la production de Farbebier à Celle.
Avant le début de la Première Guerre mondiale, Carl Betz brasse de la Malzbier et produit de l'eau minérale. La production d'eau n'est pas reprise après la guerre. En 1930, Carl Betz donne à ses fils Albert et Walter la nouvelle brasserie Carl Betz OHG. Après la mort de Carl Betz en 1936, ses fils continuent la compagnie. En  avril 1966, Dieter et Karl-Friedrich Betz rejoignent l'OHG. Après quarante ans, la quatrième génération reprend l'entreprise. En avril 2006, les anciens actionnaires lui remettent la gestion de la brasserie : Dieter Betz à sa fille Frauke Betz (diplôme en économie) et Karl-Friedrich Betz à son fils Stephan Betz (maître brasseur).

## Production
- Celler Urtrüb
- Celler Pilsener
- Celler Dunkel
- Celler Gold
- Celler Weißbier
- Celler Bekenner Bock